# Musée du nid de guêpes
Le Musée du Nid de guêpes est un lieu d'interprétation du village de Laverlochère au Témiscamingue. Le village de Laverlochère se situe entre Fugèreville et Saint-Bruno-de-Guigues. Ce site touristique se distingue par le nombre élevé de nids de guêpes qu'il contient. Il détient le record Guinness, en 1993, pour le plus grand nombre de nids réunis dans une collection. 
La visite de ce site dévoile aux touristes les manières dont les guêpes confectionnent les nids. L'exposition présente aussi les différents matériaux utilisés pour les guêpes ainsi que le cycle de vie de ces insectes. 

## Collection
Cet organisme détient une collection comprenant plus de 1000 nids de guêpes. La collection contient une variété importante de spécimens. Les nids sont classés selon différentes catégories, notamment par ordre de grosseur et de couleur.  

## Historique de l'organisme
C'est en 1974 que Gérard Gagnon, citoyen de Laverlochère, entama le collectionnement de nids de guêpes. Il lui fallut des dizaines d'années pour constituer cette collection. Ce citoyen était connu dans la municipalité pour sa grande passion pour les guêpes. À l'époque, lorsque Gérard Gagon travaillait comme monteur de ligne pour Hydro-Québec, il découvrit l'engouement de retirer avec soin les nids de guêpes des installations d'Hydro-Québec. Peu à peu, il fit accroitre sa collection et il fut considéré par la population locale comme un expert et un passionné en matière de nids de guêpes.  
En 2002, à la suite du décès de Gérard Gagnon, Chloé Beaulé-Poitras, originaire de Laverlochère, se fit proposer par la Corporation de développement de Laverlochère le contrat de créer une exposition. Elle documenta alors la collection pour en faire une exposition au public et transmettre ainsi la passion de Gérard Gagnon. C'est ainsi que le centre d'interprétation du Nid de guêpes vit le jour. 

## Protection et mise en valeur
Ce lieu d'interprétation expose aux visiteurs plus de 500 nids de guêpes. Ce site est géré par la Corporation de développement de Laverlochère. Le Musée du nid de guêpes fait également partie du Réseau muséal de l'Abitibi-Témiscamingue. 
Le public peut visiter le Musée du nid de guêpes pendant la saison estivale.  